# Mistrzostwa Świata w Hokeju na Lodzie 2023 (II Dywizja)
Mistrzostwa Świata w Hokeju na Lodzie II Dywizji 2023 rozegrane zostały w dniach 16–22 kwietnia (Dywizja IIA) oraz 17–23 kwietnia (Dywizja IIB).
Do mistrzostw II Dywizji przystąpiło 12 zespołów, które zostały podzielone na dwie grupy po sześć zespołów. Dywizja II Grupa A swoje mecze rozgrywała w stolicy Hiszpanii Madrycie, natomiast Dywizja II Grupa B w Stambule w Turcji. Reprezentacje rywalizowały systemem każdy z każdym.
Hale, w których zorganizowano zawody:
- Pista de Hielo de Madrid w Madrycie – Dywizja IIA,
- Zeytinburnu Ice Rink w Stambule – Dywizja IIB.

## Grupa A
Do mistrzostw świata I dywizji w 2024 z Dywizji IIA awansowała najlepsza reprezentacja. Ostatni zespół został zdegradowany.
| 16 kwietnia 2023 | Gruzja | 4:1 | Islandia | Pista de Hielo de Madrid, Madryt |

| Szczegóły      | Szczegóły                                                                                   | Szczegóły       | Szczegóły               | Szczegóły                                                                          |
| -------------- | ------------------------------------------------------------------------------------------- | --------------- | ----------------------- | ---------------------------------------------------------------------------------- |
| Godzina: 12:30 | A. Kurbatow (PP) 02:42 I. Marow (PP) 10:19 D. Slesariew (SH) 26:04 N. Bukija (EQ/ENG) 56:04 | (2:0, 1:1, 1:0) | 31:08 (EQ) K. Arnarsson | Widzów: 77 Sędzia główny: Štefan Požar Sędziowie liniowi: Sergio Biec Michał Gerne |
| Godzina: 12:30 | 12 min. kar                                                                                 |                 | 8 min. kar              | Widzów: 77 Sędzia główny: Štefan Požar Sędziowie liniowi: Sergio Biec Michał Gerne |

| 16 kwietnia 2023 | Australia | 4:6 | Chorwacja | Pista de Hielo de Madrid, Madryt |

| Szczegóły      | Szczegóły                                                                                | Szczegóły       | Szczegóły | Szczegóły                                                                                  |
| -------------- | ---------------------------------------------------------------------------------------- | --------------- | --- | ------------------------------------------------------------------------------------------ |
| Godzina: 16:00 | D. Pataky (EQ) 30:17 C. Kubara (EQ) 31:14 R. Haselhurst (EQ) 33:39 T. Newmark (EQ) 38:59 | (0:3, 4:2, 0:1) | 02:04 (EQ) L. Jović 04:53 (PP) L. Mikulić 11:06 (EQ) B. Rendulić 21:04 (PP) V. Idžan 37:43 (EQ) J. Smolec 58:30 (EQ/ENG) B. Rendulić | Widzów: 117 Sędzia główny: Alexei Roshchyn Sędziowie liniowi: Cyril Debuche Carlos Trobajo |
| Godzina: 16:00 | 8 min. kar                                                                               |                 | 2 min. kar | Widzów: 117 Sędzia główny: Alexei Roshchyn Sędziowie liniowi: Cyril Debuche Carlos Trobajo |

| 16 kwietnia 2023 | Hiszpania | 8:2 | Izrael | Pista de Hielo de Madrid, Madryt |

| Szczegóły      | Szczegóły | Szczegóły       | Szczegóły                                       | Szczegóły                                                                                   |
| -------------- | --- | --------------- | ----------------------------------------------- | ------------------------------------------------------------------------------------------- |
| Godzina: 19:30 | L. Basile (EQ) 04:30 J. De Bonilla (EQ) 10:12 G. González (PP) 22:07 B. Baldris (EQ) 23:50 D. Donath (EQ) 25:01 Q. Muratet (EQ) 36:03 J. Muñoz (EQ) 37:18 J. Capillas (PP) 47:39 | (2:0, 5:1, 1:1) | 22:29 (EQ) I. Spektor 57:40 (EQ) M. Khubashvili | Widzów: 1150 Sędzia główny: Ramon Sterkens Sędziowie liniowi: Dario Fuchs Niklas Wilhelmsen |
| Godzina: 19:30 | 4 min. kar |                 | 12 min. kar                                     | Widzów: 1150 Sędzia główny: Ramon Sterkens Sędziowie liniowi: Dario Fuchs Niklas Wilhelmsen |

| 17 kwietnia 2023 | Chorwacja | 6:2 | Islandia | Pista de Hielo de Madrid, Madryt |

| Szczegóły      | Szczegóły | Szczegóły       | Szczegóły                                     | Szczegóły                                                                                    |
| -------------- | --- | --------------- | --------------------------------------------- | -------------------------------------------------------------------------------------------- |
| Godzina: 12:30 | D. Vedlin (EQ) 01:22 P. Dobrić (EQ) 08:39 N. Čavlović (EQ) 30:27 B. Idžan (EQ) 33:53 D. Čanić (PP) 37:26 V. Idžan (EQ) 44:03 | (2:0, 3:1, 1:1) | 28:58 (EQ) J. Leifsson 46:36 (EQ) E. Alengård | Widzów: 64 Sędzia główny: Alexei Roshchyn Sędziowie liniowi: Cyril Debuche Niklas Wilhelmsen |
| Godzina: 12:30 | 4 min. kar |                 | 10 min. kar                                   | Widzów: 64 Sędzia główny: Alexei Roshchyn Sędziowie liniowi: Cyril Debuche Niklas Wilhelmsen |

| 17 kwietnia 2023 | Izrael | 3:7 | Gruzja | Pista de Hielo de Madrid, Madryt |

| Szczegóły      | Szczegóły                                                       | Szczegóły       | Szczegóły | Szczegóły                                                                               |
| -------------- | --------------------------------------------------------------- | --------------- | --- | --------------------------------------------------------------------------------------- |
| Godzina: 16:00 | Y. Raskin (EQ) 10:58 A. Milner (EQ) 12:59 I. Spektor (EQ) 23:22 | (2:1, 1:3, 0:3) | 19:40 (PP2) O. Obolgogiani 21:04 (PP) B. Koczkin 27:57 (EQ) A. Kurbatow 28:18 (EQ) I. Karelin 44:31 (PP) I. Karelin 58:11 (EQ/ENG) I. Karelin 59:05 (EQ/ENG) N. Bukija | Widzów: 76 Sędzia główny: Ramon Sterkens Sędziowie liniowi: Michał Gerne Carlos Trobajo |
| Godzina: 16:00 | 14 min. kar                                                     |                 | 2 min. kar | Widzów: 76 Sędzia główny: Ramon Sterkens Sędziowie liniowi: Michał Gerne Carlos Trobajo |

| 17 kwietnia 2023 | Hiszpania | 8:1 | Australia | Pista de Hielo de Madrid, Madryt |

| Szczegóły      | Szczegóły | Szczegóły       | Szczegóły               | Szczegóły                                                                              |
| -------------- | --- | --------------- | ----------------------- | -------------------------------------------------------------------------------------- |
| Godzina: 19:30 | J. De Bonilla (EQ) 13:45 J. Capillas (EQ) 15:30 A. Carbonell (EQ) 20:38 A. Carbonell (EQ) 22:56 G. González (PP) 35:32 G. González (EQ) 37:19 A. Carbonell (PP) 46:15 A. Burgos (EQ) 51:25 | (2:0, 4:0, 2:1) | 50:46 (EQ) V. Virjassov | Widzów: 967 Sędzia główny: Goro Terakado Sędziowie liniowi: Dario Fuchs Masa Hashimoto |
| Godzina: 19:30 | 4 min. kar |                 | 14 min. kar             | Widzów: 967 Sędzia główny: Goro Terakado Sędziowie liniowi: Dario Fuchs Masa Hashimoto |

| 19 kwietnia 2023 | Chorwacja | 12:1 | Izrael | Pista de Hielo de Madrid, Madryt |

| Szczegóły      | Szczegóły | Szczegóły       | Szczegóły            | Szczegóły                                                                          |
| -------------- | --- | --------------- | -------------------- | ---------------------------------------------------------------------------------- |
| Godzina: 12:30 | B. Rendulić (EQ) 00:54 L. Jarčov (EQ) 04:08 L. Mikulić (EQ) 09:21 D. Čanić (EQ) 17:31 V. Idžan (EQ) 23:26 A. Dimitrijević (EQ) 28:18 L. Bezuk (EQ) 37:11 B. Rendulić (EQ) 39:05 L. Mikulić (PP) 55:57 K. Marinković (EQ) 56:34 K. Marinković (EQ) 59:26 D. Kanaet (EQ) 59:38 | (4:1, 4:0, 4:0) | 16:00 (PP) A. Milner | Widzów: 256 Sędzia główny: Štefan Požar Sędziowie liniowi: Sergio Biec Dario Fuchs |
| Godzina: 12:30 | 31 min. kar |                 | 16 min. kar          | Widzów: 256 Sędzia główny: Štefan Požar Sędziowie liniowi: Sergio Biec Dario Fuchs |

| 19 kwietnia 2023 | Australia | 2:4 | Islandia | Pista de Hielo de Madrid, Madryt |

| Szczegóły      | Szczegóły                                     | Szczegóły       | Szczegóły                                                                                               | Szczegóły                                                                                 |
| -------------- | --------------------------------------------- | --------------- | --- | ----------------------------------------------------------------------------------------- |
| Godzina: 16:00 | M. Caruana (EQ) 11:42 V. Virjassov (PP) 32:10 | (1:1, 1:0, 0:3) | 15:21 (EQ) N. Hafsteinsson 55:03 (EQ) A. Mikaelsson 57:13 (EQ) A. Mikaelsson 59:24 (EQ/ENG) J. Leifsson | Widzów: 237 Sędzia główny: Goro Terakado Sędziowie liniowi: Masa Hashimoto Carlos Trobajo |
| Godzina: 16:00 | 11 min. kar                                   |                 | 8 min. kar                                                                                              | Widzów: 237 Sędzia główny: Goro Terakado Sędziowie liniowi: Masa Hashimoto Carlos Trobajo |

| 19 kwietnia 2023 | Hiszpania | 2:0 | Gruzja | Pista de Hielo de Madrid, Madryt |

| Szczegóły      | Szczegóły                                      | Szczegóły       | Szczegóły   | Szczegóły                                                                                     |
| -------------- | ---------------------------------------------- | --------------- | ----------- | --------------------------------------------------------------------------------------------- |
| Godzina: 19:30 | D. Donath (EQ) 26:07 Q. Muratet (EQ/ENG) 59:59 | (0:0, 1:0, 1:0) |             | Widzów: 1169 Sędzia główny: Ramon Sterkens Sędziowie liniowi: Cyril Debuche Niklas Wilhelmsen |
| Godzina: 19:30 | 6 min. kar                                     |                 | 10 min. kar | Widzów: 1169 Sędzia główny: Ramon Sterkens Sędziowie liniowi: Cyril Debuche Niklas Wilhelmsen |

| 21 kwietnia 2023 | Izrael | 1:7 | Australia | Pista de Hielo de Madrid, Madryt |

| Szczegóły      | Szczegóły            | Szczegóły       | Szczegóły | Szczegóły                                                                                            |
| -------------- | -------------------- | --------------- | --- | --- |
| Godzina: 12:30 | D. Mazour (PP) 29:41 | (0:2, 1:3, 0:2) | 03:44 (EQ) J. Kennedy 17:48 (EQ) M. Caruana 25:16 (EQ) M. Caruana 35:27 (PP) M. Caruana 39:30 (PP) V. Virjassov 51:41 (EQ) R. Malloy 58:43 (PP) R. Malloy | Widzów: 374 Sędzia główny: Štefan Požar Sędziowie liniowi: Sergio Biec Niklas Wilhelmsen Dario Fuchs |
| Godzina: 12:30 | 16 min. kar          |                 | 8 min. kar | Widzów: 374 Sędzia główny: Štefan Požar Sędziowie liniowi: Sergio Biec Niklas Wilhelmsen Dario Fuchs |

| 21 kwietnia 2023 | Gruzja | 6:0 | Chorwacja | Pista de Hielo de Madrid, Madryt |

| Szczegóły      | Szczegóły | Szczegóły       | Szczegóły  | Szczegóły                                                                                  |
| -------------- | --- | --------------- | ---------- | ------------------------------------------------------------------------------------------ |
| Godzina: 16:00 | N. Bukija (EQ) 08:52 D. Slesariew (EQ) 27:19 I. Karelin (EQ) 42:42 O. Obolgogiani (PP) 44:23 I. Szwecow (EQ) 45:50 W. Dziow (EQ) 55:57 | (1:0, 1:0, 4:0) |            | Widzów: 197 Sędzia główny: Alexei Roshchyn Sędziowie liniowi: Cyril Debuche Carlos Trobajo |
| Godzina: 16:00 | 10 min. kar |                 | 6 min. kar | Widzów: 197 Sędzia główny: Alexei Roshchyn Sędziowie liniowi: Cyril Debuche Carlos Trobajo |

| 21 kwietnia 2023 | Islandia | 4:7 | Hiszpania | Pista de Hielo de Madrid, Madryt |

| Szczegóły      | Szczegóły                                                                                     | Szczegóły       | Szczegóły | Szczegóły                                                                                |
| -------------- | --------------------------------------------------------------------------------------------- | --------------- | --- | ---------------------------------------------------------------------------------------- |
| Godzina: 19:30 | G. Arason (EQ) 13:05 H. Jóhannsson (EQ) 28:56 K. Arnarsson (EQ) 43:52 U. Rúnarsson (EQ) 59:22 | (1:2, 1:2, 2:3) | 05:33 (EQ) D. Donath 14:31 (EQ) A. Encinar 23:41 (EQ) J. Muñoz 28:26 (EQ) N. Granell 42:53 (EQ) B. Baldris 48:16 (EQ) A. Torralba 52:58 (EQ) N. Granell | Widzów: 1500 Sędzia główny: Goro Terakado Sędziowie liniowi: Michał Gerne Masa Hashimoto |
| Godzina: 19:30 | 2 min. kar                                                                                    |                 | 8 min. kar | Widzów: 1500 Sędzia główny: Goro Terakado Sędziowie liniowi: Michał Gerne Masa Hashimoto |

| 22 kwietnia 2023 | Australia | 2:3 | Gruzja | Pista de Hielo de Madrid, Madryt |

| Szczegóły      | Szczegóły                                | Szczegóły       | Szczegóły                                                             | Szczegóły                                                                               |
| -------------- | ---------------------------------------- | --------------- | --------------------------------------------------------------------- | --------------------------------------------------------------------------------------- |
| Godzina: 12:30 | M. Caruana (EQ) 15:19 C. Todd (EA) 58:29 | (1:0, 0:3, 1:0) | 27:28 (EQ) D. Jermoszenko 31:50 (EQ) I. Karelin 34:28 (EQ) I. Karelin | Widzów: 195 Sędzia główny: Alexei Roshchyn Sędziowie liniowi: Sergio Biec Cyril Debuche |
| Godzina: 12:30 | 8 min. kar                               |                 | 6 min. kar                                                            | Widzów: 195 Sędzia główny: Alexei Roshchyn Sędziowie liniowi: Sergio Biec Cyril Debuche |

| 22 kwietnia 2023 | Islandia | 3:7 | Izrael | Pista de Hielo de Madrid, Madryt |

| Szczegóły      | Szczegóły                                                              | Szczegóły       | Szczegóły | Szczegóły                                                                              |
| -------------- | ---------------------------------------------------------------------- | --------------- | --- | -------------------------------------------------------------------------------------- |
| Godzina: 16:00 | A. Mikaelsson (EQ) 12:51 G. Arason (PP) 22:02 H. Jóhannsson (EQ) 31:25 | (1:1, 2:4, 0:2) | 02:25 (EQ) D. Levin 23:52 (EQ) R. Aharonovich 30:56 (EQ) D. Levin 36:17 (SH) A. Milner 39:23 (PP) A. Milner 49:17 (EQ) A. Milner 59:22 (PP/EA) I. Spektor | Widzów: 260 Sędzia główny: Goro Terakado Sędziowie liniowi: Dario Fuchs Carlos Trobajo |
| Godzina: 16:00 | 10 min. kar                                                            |                 | 8 min. kar | Widzów: 260 Sędzia główny: Goro Terakado Sędziowie liniowi: Dario Fuchs Carlos Trobajo |

| 22 kwietnia 2023 | Chorwacja | 2:5 | Hiszpania | Pista de Hielo de Madrid, Madryt |

| Szczegóły      | Szczegóły                                 | Szczegóły       | Szczegóły                                                                                                  | Szczegóły                                                                                 |
| -------------- | ----------------------------------------- | --------------- | --- | ----------------------------------------------------------------------------------------- |
| Godzina: 19:30 | L. Jarčov (EQ) 07:24 B. Kegalj (SH) 10:06 | (2:1, 0:1, 0:3) | 11:18 (PP) D. Donath 20:33 (EQ) G. González 53:06 (EQ) D. Donath 57:20 (EQ) O. Rubio 58:06 (PP) Q. Muratet | Widzów: 1500 Sędzia główny: Ramon Sterkens Sędziowie liniowi: Michał Gerne Masa Hashimoto |
| Godzina: 19:30 | 12 min. kar                               |                 | 6 min. kar                                                                                                 | Widzów: 1500 Sędzia główny: Ramon Sterkens Sędziowie liniowi: Michał Gerne Masa Hashimoto |

Tabela
| Lp. | Zespół    | M | Pkt | Z | Zd | Pd | P | G+ | G- | +/− |
| --- | --------- | - | --- | - | -- | -- | - | -- | -- | --- |
| 1   | Hiszpania | 5 | 15  | 5 | 0  | 0  | 0 | 30 | 9  | +21 |
| 2   | Gruzja    | 5 | 12  | 4 | 0  | 0  | 1 | 20 | 8  | +12 |
| 3   | Chorwacja | 5 | 9   | 3 | 0  | 0  | 2 | 26 | 18 | +8  |
| 4   | Australia | 5 | 3   | 1 | 0  | 0  | 4 | 16 | 22 | -6  |
| 5   | Izrael    | 5 | 3   | 1 | 0  | 0  | 4 | 14 | 37 | -23 |
| 6   | Islandia  | 5 | 3   | 1 | 0  | 0  | 4 | 14 | 26 | -12 |

    = awans do Dywizji IB     = utrzymanie w Dywizji IIA     = spadek do Dywizji IIB
Statystyki indywidualne
- Klasyfikacja strzelców:  Iwan Karelin: 6 goli[1]
- Klasyfikacja asystentów:  David Levin: 7 asyst[2]
- Klasyfikacja kanadyjska:  Borna Rendulić: 11 punktów[3]
- Klasyfikacja +/−:  Alfonso Garcia: +12[4]
- Klasyfikacja skuteczności interwencji bramkarzy:  Iwan Starostcyn: 94,67%[5]
- Klasyfikacja średniej goli straconych na mecz bramkarzy:  Iwan Starostcyn: 1,33
- Klasyfikacja minut kar:  Luka Jarčov: 29 minut[6]

Nagrody indywidualne
Dyrektoriat turnieju wybrał trójkę najlepszych zawodników, po jednym na każdej pozycji:
- Bramkarz:  Raul Barbo
- Obrońca:  Bruno Baldris
- Napastnik:  Borna Rendulić

## Grupa B
Do mistrzostw świata II dywizji w 2024 z Dywizji IIB awansowała najlepsza reprezentacja. Ostatni zespół został zdegradowany.
| 17 kwietnia 2023 | Nowa Zelandia | 1:4 | Belgia | Zeytinburnu Ice Rink, Stambuł |

| Szczegóły      | Szczegóły              | Szczegóły       | Szczegóły                                                                                          | Szczegóły                                                                                        |
| -------------- | ---------------------- | --------------- | -------------------------------------------------------------------------------------------------- | ------------------------------------------------------------------------------------------------ |
| Godzina: 13:00 | R. Vortanov (EQ) 49:57 | (0:0, 0:1, 1:3) | 29:21 (EQ) B. Kolyasnikov 45:58 (EQ) B. Coolen 53:43 (EQ) B. Van den Bogaert 54:02 (EQ) S. Verelst | Widzów: 51 Sędzia główny: Konstantin Czubenko Sędziowie liniowi: Berkay Aslanbey Lodewijk Beelen |
| Godzina: 13:00 | 8 min. kar             |                 | 4 min. kar                                                                                         | Widzów: 51 Sędzia główny: Konstantin Czubenko Sędziowie liniowi: Berkay Aslanbey Lodewijk Beelen |

| 17 kwietnia 2023 | Bułgaria | 4:2 | Meksyk | Zeytinburnu Ice Rink, Stambuł |

| Szczegóły      | Szczegóły                                                                               | Szczegóły       | Szczegóły                                | Szczegóły                                                                                      |
| -------------- | --------------------------------------------------------------------------------------- | --------------- | ---------------------------------------- | ---------------------------------------------------------------------------------------------- |
| Godzina: 16:30 | J. Gatczew (PP) 05:00 M. Nakow (EQ) 27:58 M. Wasiłjew (EQ) 30:23 M. Wasiłjew (EQ) 55:35 | (1:1, 2:0, 1:1) | 01:51 (PP) H. Majul 44:01 (PP2) Á. Tapia | Widzów: 63 Sędzia główny: Trpimir Piragić Sędziowie liniowi: Nathan Carmichael Taha Kavlakoğlu |
| Godzina: 16:30 | 31 min. kar                                                                             |                 | 14 min. kar                              | Widzów: 63 Sędzia główny: Trpimir Piragić Sędziowie liniowi: Nathan Carmichael Taha Kavlakoğlu |

| 17 kwietnia 2023 | Turcja | 0:8 | Zjednoczone Emiraty Arabskie | Zeytinburnu Ice Rink, Stambuł |

| Szczegóły      | Szczegóły   | Szczegóły       | Szczegóły | Szczegóły                                                                                   |
| -------------- | ----------- | --------------- | --- | ------------------------------------------------------------------------------------------- |
| Godzina: 20:00 |             | (0:3, 0:4, 0:1) | 07:57 (EQ) M. Zakharau 11:11 (PP) A. Klavdiev 11:50 (EQ) S. Kuznetsov 23:17 (EQ) I. Chuikov 25:27 (PP) S. Kuznetsov 30:20 (EQ) I. Chuikov 37:53 (PP) M. Zakharau 55:02 (EQ) M. Zakharau | Widzów: 85 Sędzia główny: Bastian Steingross Sędziowie liniowi: Wayne Gerth Tomislav Grozaj |
| Godzina: 20:00 | 10 min. kar |                 | 4 min. kar | Widzów: 85 Sędzia główny: Bastian Steingross Sędziowie liniowi: Wayne Gerth Tomislav Grozaj |

| 18 kwietnia 2023 | Bułgaria | 7:2 | Nowa Zelandia | Zeytinburnu Ice Rink, Stambuł |

| Szczegóły      | Szczegóły | Szczegóły       | Szczegóły                                    | Szczegóły                                                                                   |
| -------------- | --- | --------------- | -------------------------------------------- | ------------------------------------------------------------------------------------------- |
| Godzina: 13:00 | A. Jotow (EQ) 01:31 M. Wasiłjew (SH) 09:52 A. Jotow (EQ) 17:19 W. Dikow (EQ) 18:31 D. Diłkow (PP) 40:49 A. Jotow (EQ) 48:31 D. Diłkow (EQ) 49:44 | (4:0, 0:0, 3:2) | 48:52 (EQ) R. Vortanov 59:15 (EQ) J. Challis | Widzów: 63 Sędzia główny: Robert Love-Dekazos Sędziowie liniowi: Chi Hongda Taha Kavlakoğlu |
| Godzina: 13:00 | 39 min. kar |                 | 10 min. kar                                  | Widzów: 63 Sędzia główny: Robert Love-Dekazos Sędziowie liniowi: Chi Hongda Taha Kavlakoğlu |

| 18 kwietnia 2023 | Belgia | 3:4 | Zjednoczone Emiraty Arabskie | Zeytinburnu Ice Rink, Stambuł |

| Szczegóły      | Szczegóły                                                              | Szczegóły       | Szczegóły                                                                                  | Szczegóły                                                                                   |
| -------------- | ---------------------------------------------------------------------- | --------------- | ------------------------------------------------------------------------------------------ | ------------------------------------------------------------------------------------------- |
| Godzina: 16:30 | I. Steyaert (EQ) 25:59 I. Steyaert (PP) 47:50 V. Gyesbreghs (EQ) 55:25 | (0:2, 1:2, 2:0) | 01:37 (EQ) A. Al-Haddad 04:53 (EQ) I. Chuikov 21:59 (PP) S. Kuznetsov 25:08 (EQ) A. Usenka | Widzów: 78 Sędzia główny: Bastian Steingross Sędziowie liniowi: Berkay Aslanbey Wayne Gerth |
| Godzina: 16:30 | 6 min. kar                                                             |                 | 10 min. kar                                                                                | Widzów: 78 Sędzia główny: Bastian Steingross Sędziowie liniowi: Berkay Aslanbey Wayne Gerth |

| 18 kwietnia 2023 | Meksyk | 0:5 | Turcja | Zeytinburnu Ice Rink, Stambuł |

| Szczegóły      | Szczegóły   | Szczegóły       | Szczegóły                                                                                                   | Szczegóły                                                                                           |
| -------------- | ----------- | --------------- | --- | --------------------------------------------------------------------------------------------------- |
| Godzina: 20:00 |             | (0:3, 0:1, 0:1) | 09:09 (EQ) O. Meydancı 15:59 (EQ) I. E. Gökçen 17:21 (EQ) S. Kavaz 25:58 (PP) E. Faner 49:25 (PP) F. Tayğar | Widzów: 185 Sędzia główny: Konstantin Czubenko Sędziowie liniowi: Lodewijk Beelen Nathan Carmichael |
| Godzina: 20:00 | 14 min. kar |                 | 39 min. kar                                                                                                 | Widzów: 185 Sędzia główny: Konstantin Czubenko Sędziowie liniowi: Lodewijk Beelen Nathan Carmichael |

| 20 kwietnia 2023 | Nowa Zelandia | 1:7 | Zjednoczone Emiraty Arabskie | Zeytinburnu Ice Rink, Stambuł |

| Szczegóły      | Szczegóły               | Szczegóły       | Szczegóły | Szczegóły                                                                                        |
| -------------- | ----------------------- | --------------- | --- | ------------------------------------------------------------------------------------------------ |
| Godzina: 13:00 | L. Dallimore (EQ) 02:38 | (1:1, 0:4, 0:2) | 04:40 (EQ) M. Zakharau 25:25 (EQ) J. Al-Dhaheri 26:30 (EQ) S. Kuznetsov 29:54 (EQ) A. Klavdiev 34:56 (EQ) I. Chuikov 46:57 (EQ) M. Zakharau 48:01 (EQ) S. Kuznetsov | Widzów: 54 Sędzia główny: Konstantin Czubenko Sędziowie liniowi: Lodewijk Beelen Tomislav Grozaj |
| Godzina: 13:00 | 4 min. kar              |                 | 6 min. kar | Widzów: 54 Sędzia główny: Konstantin Czubenko Sędziowie liniowi: Lodewijk Beelen Tomislav Grozaj |

| 20 kwietnia 2023 | Belgia | 11:2 | Meksyk | Zeytinburnu Ice Rink, Stambuł |

| Szczegóły      | Szczegóły | Szczegóły       | Szczegóły                                   | Szczegóły                                                                                        |
| -------------- | --- | --------------- | ------------------------------------------- | ------------------------------------------------------------------------------------------------ |
| Godzina: 16:30 | V. Gyesbreghs (SH) 09:10 S. Verelst (EQ) 12:57 R. Cuylen (EQ) 14:48 B. Coolen (EQ) 15:31 V. Gyesbreghs (PP) 20:35 A. James (EQ) 24:57 B. Van den Bogaert (PP) 34:55 S. Bosmans (EQ) 36:20 D. Blockx (EQ) 40:38 B. Van den Bogaert (EQ) 51:25 S. Verelst (EQ) 52:15 | (4:0, 4:2, 3:0) | 22:46 (EQ) T. Chávez 39:59 (AG/EQ) H. Majul | Widzów: 45 Sędzia główny: Robert Love-Dekazos Sędziowie liniowi: Berkay Aslanbey Taha Kavlakoğlu |
| Godzina: 16:30 | 32 min. kar |                 | 18 min. kar                                 | Widzów: 45 Sędzia główny: Robert Love-Dekazos Sędziowie liniowi: Berkay Aslanbey Taha Kavlakoğlu |

| 20 kwietnia 2023 | Bułgaria | 5:3 | Turcja | Zeytinburnu Ice Rink, Stambuł |

| Szczegóły      | Szczegóły | Szczegóły       | Szczegóły                                                   | Szczegóły                                                                            |
| -------------- | --- | --------------- | ----------------------------------------------------------- | ------------------------------------------------------------------------------------ |
| Godzina: 20:00 | M. Nakow (EQ) 15:58 T. Georgijew (SH) 22:19 N. Czałiow (EQ) 34:36 D. Diłkow (EQ) 59:42 K. Dikow (EQ/ENG) 59:46 | (1:0, 2:0, 2:3) | 43:30 (EQ) Y. Karş 46:12 (EQ) Ö. Karş 51:24 (EQ) O. Karakoç | Widzów: 280 Sędzia główny: Trpimir Piragić Sędziowie liniowi: Chi Hongda Wayne Gerth |
| Godzina: 20:00 | 18 min. kar |                 | 6 min. kar                                                  | Widzów: 280 Sędzia główny: Trpimir Piragić Sędziowie liniowi: Chi Hongda Wayne Gerth |

| 21 kwietnia 2023 | Meksyk | 2:7 | Nowa Zelandia | Zeytinburnu Ice Rink, Stambuł |

| Szczegóły      | Szczegóły                                    | Szczegóły       | Szczegóły | Szczegóły                                                                                |
| -------------- | -------------------------------------------- | --------------- | --- | ---------------------------------------------------------------------------------------- |
| Godzina: 13:00 | A. Valencia (PP) 09:13 D. Cuellar (EQ) 40:11 | (1:2, 0:3, 1:2) | 14:01 (EQ) N. Craig 17:47 (PP) O. Kozak 26:14 (PP) N. Henderson 32:16 (EQ) J. Orr 37:00 (PP) F. Ellis 40:35 (EQ) O. Kozak 46:44 (EQ) L. Dallimore | Widzów: 43 Sędzia główny: Trpimir Piragić Sędziowie liniowi: Berkay Aslanbey Wayne Gerth |
| Godzina: 13:00 | 16 min. kar                                  |                 | 12 min. kar | Widzów: 43 Sędzia główny: Trpimir Piragić Sędziowie liniowi: Berkay Aslanbey Wayne Gerth |

| 21 kwietnia 2023 | Zjednoczone Emiraty Arabskie | 7:2 | Bułgaria | Zeytinburnu Ice Rink, Stambuł |

| Szczegóły      | Szczegóły | Szczegóły       | Szczegóły                               | Szczegóły                                                                                  |
| -------------- | --- | --------------- | --------------------------------------- | ------------------------------------------------------------------------------------------ |
| Godzina: 16:30 | A. Al-Humaidi (EQ) 07:36 A. Klavdiev (PP) 19:59 A. Usenka (PP) 22:31 A. Usenka (EQ) 22:47 I. Chuikov (PP) 27:47 T. Binsammoud (EQ) 31:38 A. Klavdiev (SH) 34:25 | (2:0, 5:1, 0:1) | 29:42 (EQ) W. Dikow 50:52 (EQ) A. Jotow | Widzów: 87 Sędzia główny: Bastian Steingross Sędziowie liniowi: Chi Hongda Taha Kavlakoğlu |
| Godzina: 16:30 | 4 min. kar |                 | 11 min. kar                             | Widzów: 87 Sędzia główny: Bastian Steingross Sędziowie liniowi: Chi Hongda Taha Kavlakoğlu |

| 21 kwietnia 2023 | Turcja | 2:9 | Belgia | Zeytinburnu Ice Rink, Stambuł |

| Szczegóły      | Szczegóły                                 | Szczegóły       | Szczegóły | Szczegóły                                                                                           |
| -------------- | ----------------------------------------- | --------------- | --- | --------------------------------------------------------------------------------------------------- |
| Godzina: 20:00 | O. Meydancı (EQ) 01:27 A. Hars (EQ) 01:39 | (2:2, 0:4, 0:3) | 05:32 (EQ) V. Gyesbreghs 09:11 (AG/EA) A. James 23:36 (PP) S. Verelst 26:12 (PP) D. Blockx 31:15 (PP) A. James 35:16 (EQ) J. Versin 49:11 (PP2) B. Coolen 49:52 (PP2) V. Gyesbreghs 59:17 (PP) S. Verelst | Widzów: 428 Sędzia główny: Robert Love-Dekazos Sędziowie liniowi: Nathan Carmichael Tomislav Grozaj |
| Godzina: 20:00 | 23 min. kar                               |                 | 6 min. kar | Widzów: 428 Sędzia główny: Robert Love-Dekazos Sędziowie liniowi: Nathan Carmichael Tomislav Grozaj |

| 23 kwietnia 2023 | Zjednoczone Emiraty Arabskie | 9:4 | Meksyk | Zeytinburnu Ice Rink, Stambuł |

| Szczegóły      | Szczegóły | Szczegóły       | Szczegóły                                                                           | Szczegóły                                                                                   |
| -------------- | --- | --------------- | ----------------------------------------------------------------------------------- | ------------------------------------------------------------------------------------------- |
| Godzina: 13:00 | S. Kuznetsov (EQ) 00:59 L. Vukoja (SH) 09:35 A. Klavdiev (EQ) 19:13 M. Al-Dhaheri (EQ) 38:11 M. Zakharau (EQ) 45:20 A. Klavdiev (EQ) 45:32 S. Kuznetsov (PP) 48:00 S. Kuznetsov (EQ) 51:18 J. Al-Dhaheri (PP2) 53:59 | (3:0, 1:2, 5:2) | 20:32 (EQ) Á. Tapia 32:19 (EQ) A. Apud 48:26 (PP) E. Valencia 57:28 (EQ) D. Cuellar | Widzów: 48 Sędzia główny: Robert Love-Dekazos Sędziowie liniowi: Chi Hongda Taha Kavlakoğlu |
| Godzina: 13:00 | 14 min. kar |                 | 12 min. kar                                                                         | Widzów: 48 Sędzia główny: Robert Love-Dekazos Sędziowie liniowi: Chi Hongda Taha Kavlakoğlu |

| 23 kwietnia 2023 | Belgia | 6:1 | Bułgaria | Zeytinburnu Ice Rink, Stambuł |

| Szczegóły      | Szczegóły | Szczegóły       | Szczegóły             | Szczegóły                                                                                         |
| -------------- | --- | --------------- | --------------------- | ------------------------------------------------------------------------------------------------- |
| Godzina: 16:30 | A. James (EQ) 11:20 D. Blockx (EQ) 16:33 S. Verelst (EQ) 30:28 B. Van den Bogaert (EQ) 35:11 D. Blockx (EQ) 50:24 B. Coolen (SH) 51:49 | (2:0, 2:1, 2:0) | 21:50 (EQ) N. Czałiow | Widzów: 55 Sędzia główny: Bastian Steingross Sędziowie liniowi: Berkay Aslanbey Nathan Carmichael |
| Godzina: 16:30 | 8 min. kar |                 | 12 min. kar           | Widzów: 55 Sędzia główny: Bastian Steingross Sędziowie liniowi: Berkay Aslanbey Nathan Carmichael |

| 23 kwietnia 2023 | Nowa Zelandia | 4:2 | Turcja | Zeytinburnu Ice Rink, Stambuł |

| Szczegóły      | Szczegóły                                                                              | Szczegóły       | Szczegóły                               | Szczegóły                                                                                         |
| -------------- | -------------------------------------------------------------------------------------- | --------------- | --------------------------------------- | ------------------------------------------------------------------------------------------------- |
| Godzina: 20:00 | J. Orr (EQ) 01:02 N. Henderson (PP) 08:21 J. Challis (PP) 18:32 D. Nicholls (EQ) 18:58 | (4:0, 0:0, 0:2) | 50:01 (PP) F. Bakal 58:56 (PP) F. Bakal | Widzów: 610 Sędzia główny: Konstantin Czubenko Sędziowie liniowi: Lodewijk Beelen Tomislav Grozaj |
| Godzina: 20:00 | 16 min. kar                                                                            |                 | 14 min. kar                             | Widzów: 610 Sędzia główny: Konstantin Czubenko Sędziowie liniowi: Lodewijk Beelen Tomislav Grozaj |

Tabela
| Lp. | Zespół                       | M | Pkt | Z | Zd | Pd | P | G+ | G- | +/− |
| --- | ---------------------------- | - | --- | - | -- | -- | - | -- | -- | --- |
| 1   | Zjednoczone Emiraty Arabskie | 5 | 15  | 5 | 0  | 0  | 0 | 35 | 10 | +25 |
| 2   | Belgia                       | 5 | 12  | 4 | 0  | 0  | 1 | 33 | 10 | +23 |
| 3   | Bułgaria                     | 5 | 9   | 3 | 0  | 0  | 2 | 19 | 20 | -1  |
| 4   | Nowa Zelandia                | 5 | 6   | 2 | 0  | 0  | 3 | 15 | 22 | -7  |
| 5   | Turcja                       | 5 | 3   | 1 | 0  | 0  | 4 | 12 | 26 | -14 |
| 6   | Meksyk                       | 5 | 0   | 0 | 0  | 0  | 5 | 10 | 36 | -26 |

      = awans do II dywizji grupy A    = utrzymanie w Dywizji IIB     = spadek do III dywizji grupy A
Statystyki indywidualne
- Klasyfikacja strzelców:  Sergei Kuznetsov: 8 goli[8]
- Klasyfikacja asystentów:  Sergei Kuznetsov: 9 asyst[9]
- Klasyfikacja kanadyjska:  Sergei Kuznetsov: 17 punktów[10]
- Klasyfikacja +/−:  Sergei Kuznetsov: +14[11]
- Klasyfikacja skuteczności interwencji bramkarzy:  Mate Tomljenović: 95,12%[12]
- Klasyfikacja średniej goli straconych na mecz bramkarzy:  Mate Tomljenović
 Arne Waumans: 1,50
- Klasyfikacja minut kar:  Tomisław Georgijew: 27 minut[13]

Nagrody indywidualne
Dyrektoriat turnieju wybrał trójkę najlepszych zawodników, po jednym na każdej pozycji:
- Bramkarz:  Mate Tomljenović
- Obrońca:  Vadim Gyesbreghs
- Napastnik:  Maxim Zakharau